# Sahjanwa
Sahjanwa là một thị xã và là một nagar panchayat của quận Gorakhpur thuộc bang Uttar Pradesh, Ấn Độ.

## Nhân khẩu
Theo điều tra dân số năm 2001 của Ấn Độ, Sahjanwa có dân số 25.091 người. Phái nam chiếm 53% tổng số dân và phái nữ chiếm 47%. Sahjanwa có tỷ lệ 57% biết đọc biết viết, thấp hơn tỷ lệ trung bình toàn quốc là 59,5%: tỷ lệ cho phái nam là 70%, và tỷ lệ cho phái nữ là 43%. Tại Sahjanwa, 17% dân số nhỏ hơn 6 tuổi.